# Dixons identitet
Inom matematiken är Dixons identitet (eller Dixons sats eller Dixons formel) en av flera olika men nära relaterade identiteter bevisade av A. C. Dixon för summor med binomialkoefficienter.

## Identiteterna
Den ursprungliga identiteten av Dixon (1891) är
{\displaystyle \sum _{k=-a}^{a}(-1)^{k}{2a \choose k+a}^{3}={\frac {(3a)!}{(a!)^{3}}}.}
En generalisering, som också ibland kallas Dixons identitet, är
{\displaystyle \sum _{k=-a}^{a}(-1)^{k}{a+b \choose a+k}{b+c \choose b+k}{c+a \choose c+k}={\frac {(a+b+c)!}{a!b!c!}}}
där a, b och c är icke-negativa heltal.
Summan i vänstra membrum är den terminerande hypergeometriska serien 
{\displaystyle {b+c \choose b-a}{c+a \choose c-a}{}_{3}F_{2}(-2a,-a-b,-a-c;1+b-a,1+c-a;1)}
och identiteten följer av identiteten
{\displaystyle \;_{3}F_{2}(a,b,c;1+a-b,1+a-c;1)={\frac {\Gamma (1+a/2)\Gamma (1+a/2-b-c)\Gamma (1+a-b)\Gamma (1+a-c)}{\Gamma (1+a)\Gamma (1+a-b-c)\Gamma (1+a/2-b)\Gamma (1+a/2-c)}}}
av Dixon (1902) då a närmar sig ett heltal. Den icke-terminerande identiteten ovan gäller då Re(1 + 1⁄2a − b − c) > 0. Då c närmar sig −∞ blir den Kummers formel för hypergeometriska funktionen 2F1 vid −1.

## q-Analogier
En q-analogi av Dixons formel ges av
{\displaystyle \;_{4}\phi _{3}\left[{\begin{matrix}a&-qa^{1/2}&b&c\\&-a^{1/2}&aq/b&aq/c\end{matrix}};q,qa^{1/2}/bc\right]={\frac {(aq,aq/bc,qa^{1/2}/b,qa^{1/2}/c;q)_{\infty }}{(aq/b,aq/c,qa^{1/2},qa^{1/2}/bc;q)_{\infty }}}}
med |qa1/2/bc| < 1.